# Kleetopo
En geometría y combinatoria poliédrica, el kleetopo de un poliedro o politopo convexo P de mayor dimensión es otro poliedro o politopo PK formado al reemplazar cada faceta de P por una pirámide poco profunda. Los kleetopos llevan el nombre del matemático estadounidense Victor Klee (1925-2007).

## Ejemplos
El triaquistetraedro es el kleetopo de un tetraedro, el triaquisoctaedro es el kleetopo de un octaedro y el triaquisicosaedro es el kleetopo de un icosaedro. En cada uno de estos casos, el kleetopo se forma agregando una pirámide triangular a cada cara del poliedro original. Conway generalizó el prefijo kis de Johannes Kepler para definir el operador quis.
| Triaquistetraedro Kleetopo del tetraedro. | Tetraquishexaedro Kleetopo del cubo. | Triaquisoctaedro Kleetopo del octaedro. | Pentaquisdodecaedro Kleetopo del dodecaedro. | Triaquisicosaedro Kleetopo del icosaedro. |

El tetraquishexaedro es el kleetopo del cubo, formado añadiendo una pirámide cuadrada a cada una de sus caras, y el pentaquisdodecaedro es el kleetopo del dodecaedro, formado añadiendo una pirámide pentagonal a cada cara del dodecaedro.
| Hexaquisoctaedro Kleetopo del rombododecaedro. | Hexaquisicosaedro Kleetopo del triacontaedro rómbico. | Pentaquisicosidodecaedro Kleetopo del icosidodecaedro. | Las bipirámides,como esta bipirámide pentagonal, pueden ser vistas como los kleetopos de sus respectivos diedros. |

El poliedro base de un kleetopo no necesita ser un sólido platónico. Por ejemplo, el hexaquisoctaedro es el kleetopo del rombododecaedro, formado reemplazando cada cara rómbica del dodecaedro por una pirámide rómbica, y hexaquisicosaedro es el kleetopo del triacontaedro rómbico. De hecho, el poliedro base de un kleetopo no necesita ser isoedral, como se puede ver en el tripentaquisicosidodecaedro anterior.
El grafo de Goldner-Harary se puede representar como el gráfico de vértices y aristas del kleetopo de una bipirámide triangular.
| Pequeño pentaquisdodecaedro estrellado Kleetopo del pequeño dodecaedro estrellado. | Gran pentaquisdodecaedro estrellado Kleetopo del gran dodecaedro estrellado. | Gran pentaquisdodecaedro Kleetopo del gran dodecaedro. | Gran triaquisicosaedro Kleetopo del gran icosaedro. |

## Definiciones
Un método para formar el kleetopo de un politopo P es colocar un nuevo vértice fuera de P, cerca del centroide de cada cara. Si todos estos nuevos vértices se colocan lo suficientemente cerca de los centroides correspondientes, los únicos otros vértices visibles para ellos serán los vértices de las caras a partir de las cuales se definen. En este caso, el kleetopo de P es la envolvente convexa de la unión de los vértices de P y el conjunto de nuevos vértices.
Alternativamente, el kleetopo puede estar definido por dualidad y su correspondiente operación dual, el truncamiento: el kleetopo de P es el poliedro conjugado del truncamiento del dual de P.

## Propiedades y aplicaciones
Si P tiene suficientes vértices en relación con su dimensión, entonces el kleetopo de P es dimensionalmente inequívoco: el gráfico formado por sus aristas y vértices no es el gráfico de un poliedro o politopo diferente con una dimensión diferente. Más específicamente, si el número de vértices de un politopo d de dimensión P es al menos d2/2, entonces PK es dimensionalmente inequívoco.
Si cada cara con dimensión i de un politopo d con dimensión P es un símplex, y si es i ≤ d − 2, entonces cada cara con dimensión (i + 1) de PK también es un símplex. En particular, el kleetopo de cualquier poliedro tridimensional es un poliedro simplicial, un poliedro en el que todas las facetas son triángulos.
Los kleetopos se pueden usar para generar poliedros que no tengan camino hamiltoniano: cualquier camino a través de uno de los vértices agregados en la construcción del kleetopo debe entrar y salir del vértice a través de sus vecinos en el poliedro original, y si hay más vértices nuevos que vértices originales, entonces no hay suficientes vecinos para todos. En particular, el grafo de Goldner-Harary, el kleetopo de la bipirámide triangular, tiene seis vértices agregados en la construcción de su kleetopo y solo cinco en la bipirámide a partir de la cual se formó, por lo que no es hamiltoniano; es el poliedro simplicial no hamiltoniano más simple posible. Si un poliedro con n vértices se forma repitiendo la construcción de un kleetopo varias veces, comenzando desde un tetraedro, entonces su camino más largo tiene una longitud de O(nlog3 2); es decir, el exponente de cortedad de estos gráficos es log3 2, aproximadamente 0,630930. La misma técnica muestra que en cualquier dimensión mayor que d, existen politopos simpliciales con exponente de cortedad logd 2. De manera similar,Plummer (1992) usó la construcción del kleetopo para proporcionar una familia infinita de ejemplos de poliedros simpliciales con un número par de vértices que no tienen combinación perfecta.
Los kleetopos también tienen algunas propiedades extremas relacionadas con sus grados de vértice: si cada arista en un grafo plano incide en al menos otras siete aristas, entonces debe existir un vértice de grado cinco como máximo cuyos vecinos menos uno tengan un grado 20 o más, y el kleetopo del kleetopo del icosaedro proporciona un ejemplo en el que los vértices de grado alto tienen un grado exactamente de 20.